# Five Points, Alabama
Five Points là một thị trấn thuộc quận Chambers, tiểu bang Alabama, Hoa Kỳ. Dân số năm 2009 là 136 người, mật độ đạt 51 người/km².